# Þorramatur
Il Þorramatur è una selezione di cibo tradizionale della  islandese, composto soprattutto di carne e prodotti ittici stagionati secondo procedimenti  tipica, tagliati a fette o in pezzetti e serviti con rúgbrauð (pane di segale denso e scuro), burro e un cicchetto di Brennivín (tipica acquavite islandese).
Questo piatto viene consumato durante l'antico mese nordico di gennaio e febbraio, e in particolare durante le celebrazioni della festa di Þorrablót.

## Ingredienti
I tradizionali ingredienti sono:
- Kæstur hákarl, carne di squalo fermentata
- Súrsaðir hrútspungar, testicoli di montone bolliti in latte acido
- Svið , testa di pecora arrosto e bollita
- Sviðasulta, insaccato di svið
- Lifrarpylsa, salsiccia di fegato impastata con farina di segale
- Blóðmör, sanguinaccio di sangue di agnello e sugna impastati con farina di segale e avena
- Harðfiskur, merluzzo o eglefino essiccato servito con burro
- Hangikjöt, carne di agnello affumicato
- Lundabaggi, lombi di pecora stagionati
- Hvalspik, grasso di balena fresco
- Selshreifar, pinne di foca